# Kirwin (Kansas)
Kirwin – miasto w Stanach Zjednoczonych, w stanie Kansas, w hrabstwie Phillips.